# Bormanico
Bormanico (também Borvo, Bormo, Bormanus, Bormanicus, Borbanus, Boruoboendua, Vabusoa, Labbonus ou Borus) no politeísmo celta e lusitano, era o deus das termas na mitologia lusitana. Apesar de ser adorado pelos Lusitanos era de origem lígure.[carece de fontes?]O topónimo Borba, que deu origem ao apelido, parece estar relacionado ao deus.